# Mistrovství světa v orientačním běhu 2017
34. Mistrovství světa v orientačním běhu (oficiální název Nokian Tyres World Orienteering Championships 2017 – podle sponzora Nokian Tyres) proběhlo ve dnech 30. června – 7. července 2017 v Estonsku. Hlavním centrem se stalo město Tartu ležící poblíž Čudsko-pskovského jezera.
Reportáž ze závodů se stopáží 81 minut připravila Česká televize.

## Účastníci
Mistrovství se zúčastnili sportovci ze 48 členských výprav Mezinárodní federace orientačního běhu, kteří se utkali o 9 medailových sad a celkem 48 medailí.
Z celkem 353 závodníků bylo 197 mužů a 156 žen.
- Austrálie (5+4)
- Rakousko (5+4)
- Ázerbájdžán (1+0)
- Bělorusko (5+4)
- Belgie (6+0)
- Brazílie (3+3)
- Bulharsko (3+4)
- Kanada (3+2)
- Čína (8+7)
- Čínská Tchaj-pej (2+2)
- Chorvatsko (1+1)
- Kypr (0+1)
- Česko (5+5)
- Dánsko (7+5)
- Egypt (1+0)
- Estonsko (6+6)
- Finsko (9+6)
- Francie (6+4)
- Německo (4+4)
- Spojené království (9+9)
- Hongkong (4+4)
- Maďarsko (4+5)
- Irsko (6+1)
- Izrael (3+0)
- Itálie (4+4)
- Japonsko (5+5)
- Severní Korea (1+0)
- Jižní Korea (3+3)
- Lotyšsko (7+5)
- Litva (5+5)
- Moldavsko (1+1)
- Nizozemsko (1+0)
- Nový Zéland (5+3)
- Norsko (7+7)
- Polsko (5+4)
- Portugalsko (4+3)
- Rumunsko (2+1)
- Rusko (6+5)
- Srbsko (1+0)
- Slovensko (3+0)
- Slovinsko (1+0)
- Jižní Afrika (1+0)
- Španělsko (4+4)
- Švédsko (8+7)
- Švýcarsko (5+6)
- Turecko (3+3)
- Ukrajina (5+4)
- Spojené státy americké (4+5)

## Program závodů
Program Mistrovství světa byl zveřejněn v souladu s Pravidly IOF v Bulletinu číslo dva:
| Den   | Závod       | Centrum závodu |
| ----- | ----------- | -------------- |
| 30.6. | Sprint Q    | Tartu          |
| 1.7.  | Sprint F    | Tartu          |
| 2.7.  | Mix štafety | Viljandi       |
| 4.7.  | Long        | Rõuge          |
| 6.7.  | Middle      | Elva-Vitipalu  |
| 7.7.  | Štafety     | Elva-Vitipalu  |

## Závod ve sprintu

### Výsledky sprintu
| Muži                                                                                   | Muži                                                                                   | Muži                                                                                   | Muži                                                                                   | Muži                                                                                   | Ženy                                                                                   | Ženy                                                                                   | Ženy                                                                                   | Ženy                                                                                   | Ženy                                                                                   |
| -------------------------------------------------------------------------------------- | -------------------------------------------------------------------------------------- | -------------------------------------------------------------------------------------- | -------------------------------------------------------------------------------------- | -------------------------------------------------------------------------------------- | -------------------------------------------------------------------------------------- | -------------------------------------------------------------------------------------- | -------------------------------------------------------------------------------------- | -------------------------------------------------------------------------------------- | -------------------------------------------------------------------------------------- |
| - Traťové parametry: 3,3 km, 15 kontrol, 85 m převýšení - Mapa: Tartu 1:4000 E = 2,0 m | - Traťové parametry: 3,3 km, 15 kontrol, 85 m převýšení - Mapa: Tartu 1:4000 E = 2,0 m | - Traťové parametry: 3,3 km, 15 kontrol, 85 m převýšení - Mapa: Tartu 1:4000 E = 2,0 m | - Traťové parametry: 3,3 km, 15 kontrol, 85 m převýšení - Mapa: Tartu 1:4000 E = 2,0 m | - Traťové parametry: 3,3 km, 15 kontrol, 85 m převýšení - Mapa: Tartu 1:4000 E = 2,0 m | - Traťové parametry: 2,9 km, 13 kontrol, 65 m převýšení - Mapa: Tartu 1:4000 E = 2,0 m | - Traťové parametry: 2,9 km, 13 kontrol, 65 m převýšení - Mapa: Tartu 1:4000 E = 2,0 m | - Traťové parametry: 2,9 km, 13 kontrol, 65 m převýšení - Mapa: Tartu 1:4000 E = 2,0 m | - Traťové parametry: 2,9 km, 13 kontrol, 65 m převýšení - Mapa: Tartu 1:4000 E = 2,0 m | - Traťové parametry: 2,9 km, 13 kontrol, 65 m převýšení - Mapa: Tartu 1:4000 E = 2,0 m |
| Umístění                                                                               | Země                                                                                   | Jméno                                                                                  | Čas                                                                                    | Ztráta                                                                                 | Umístění                                                                               | Země                                                                                   | Jméno                                                                                  | Čas                                                                                    | Ztráta                                                                                 |
|                                                                                        | Švýcarsko                                                                              | Daniel Hubmann                                                                         | 0:14:31                                                                                |                                                                                        |                                                                                        | Dánsko                                                                                 | Maja Almová                                                                            | 0:13:55                                                                                |                                                                                        |
|                                                                                        | Francie                                                                                | Frédéric Tranchand                                                                     | 0:14:34                                                                                | + 0:00:03                                                                              |                                                                                        | Rusko                                                                                  | Natalija Gemperleová                                                                   | 0:14:32                                                                                | + 0:00:37                                                                              |
|                                                                                        | Švédsko                                                                                | Jerker Lysell                                                                          | 0:14:36                                                                                | + 0:00:05                                                                              |                                                                                        | Rusko                                                                                  | Galina Vinogradovová                                                                   | 0:14:34                                                                                | + 0:00:39                                                                              |
| 4                                                                                      | Švýcarsko                                                                              | Matthias Kyburz                                                                        | 0:14:36                                                                                | + 0:00:06                                                                              | 4                                                                                      | Finsko                                                                                 | Venla Harjuová                                                                         | 0:14:49                                                                                | + 0:00:54                                                                              |
| 5                                                                                      | Švédsko                                                                                | Jonas Leandersson                                                                      | 0:14:43                                                                                | + 0:00:13                                                                              | 5                                                                                      | Bělorusko                                                                              | Anastasija Denisovová                                                                  | 0:14:52                                                                                | + 0:00:57                                                                              |
| 6                                                                                      | Česko                                                                                  | Vojtěch Král                                                                           | 0:14:49                                                                                | + 0:00:19                                                                              | 6                                                                                      | Švýcarsko                                                                              | Elena Roosová                                                                          | 0:14:57                                                                                | + 0:01:02                                                                              |
| Oficiální výsledky: muži a ženy                                                        |                                                                                        |                                                                                        |                                                                                        |                                                                                        |                                                                                        |                                                                                        |                                                                                        |                                                                                        |                                                                                        |

## Závod ve sprintu smíšených štafet

### Výsledky smíšeného štafetového závodu
| - Traťové parametry: 3,2–3,7km, 125–160 m převýšení, 15–17 kontrol - Mapa: Viljandy 1:4000 E 2,5 m |                    |                                                                           |         |           |
| Umístění                                                                                           | Země               | Jméno                                                                     | Čas     | Ztráta    |
| | Švédsko            | Lina Strandová Jerker Lysell Jonas Leandersson Helena Janssonová          | 1:03:35 |           |
| | Dánsko             | Cecilie Friberg Klysnerová Andreas Hougaard Boesen Tue Lassen Maja Almová | 1:04:05 | + 0:00:30 |
| | Švýcarsko          | Elena Roosová Florian Howald Martin Hubmann Sabine Hauswirthová           | 1:04:29 | + 0:00:54 |
| 4                                                                                                  | Česko              | Jana Knapová Miloš Nykodým Vojtěch Král Denisa Kosová                     | 1:04:51 | + 0:01:16 |
| 5                                                                                                  | Rusko              | Světlana Mironovová Dmitrij Cvetkov Andrej Chramov Galina Vinogradovová   | 1:05:21 | + 0:01:46 |
| 6                                                                                                  | Spojené království | Catherine Taylorová Ralph Street Kristian Jones Tessa Strainová           | 1:06:01 | + 0:02:26 |
| Oficiální výsledky: Mix race                                                                       |                    |                                                                           |         |           |

## Závod na klasické trati (Long)

### Výsledky závodu na klasické trati (Long)
| Muži                                                                                     | Muži                                                                                     | Muži                                                                                     | Muži                                                                                     | Muži                                                                                     | Ženy                                                                                     | Ženy                                                                                     | Ženy                                                                                     | Ženy                                                                                     | Ženy                                                                                     |
| ---------------------------------------------------------------------------------------- | ---------------------------------------------------------------------------------------- | ---------------------------------------------------------------------------------------- | ---------------------------------------------------------------------------------------- | ---------------------------------------------------------------------------------------- | ---------------------------------------------------------------------------------------- | ---------------------------------------------------------------------------------------- | ---------------------------------------------------------------------------------------- | ---------------------------------------------------------------------------------------- | ---------------------------------------------------------------------------------------- |
| - Traťové parametry: 17,1 km, 25 kontrol, 345 m převýšení - Mapa: Rõuge 1:15 000 E = 5 m | - Traťové parametry: 17,1 km, 25 kontrol, 345 m převýšení - Mapa: Rõuge 1:15 000 E = 5 m | - Traťové parametry: 17,1 km, 25 kontrol, 345 m převýšení - Mapa: Rõuge 1:15 000 E = 5 m | - Traťové parametry: 17,1 km, 25 kontrol, 345 m převýšení - Mapa: Rõuge 1:15 000 E = 5 m | - Traťové parametry: 17,1 km, 25 kontrol, 345 m převýšení - Mapa: Rõuge 1:15 000 E = 5 m | - Traťové parametry: 11,4 km, 20 kontrol, 255 m převýšení - Mapa: Rõuge 1:15 000 E = 5 m | - Traťové parametry: 11,4 km, 20 kontrol, 255 m převýšení - Mapa: Rõuge 1:15 000 E = 5 m | - Traťové parametry: 11,4 km, 20 kontrol, 255 m převýšení - Mapa: Rõuge 1:15 000 E = 5 m | - Traťové parametry: 11,4 km, 20 kontrol, 255 m převýšení - Mapa: Rõuge 1:15 000 E = 5 m | - Traťové parametry: 11,4 km, 20 kontrol, 255 m převýšení - Mapa: Rõuge 1:15 000 E = 5 m |
| Umístění                                                                                 | Země                                                                                     | Jméno                                                                                    | Čas                                                                                      | Ztráta                                                                                   | Umístění                                                                                 | Země                                                                                     | Jméno                                                                                    | Čas                                                                                      | Ztráta                                                                                   |
|                                                                                          | Norsko                                                                                   | Olav Lundanes                                                                            | 1:45:25                                                                                  |                                                                                          |                                                                                          | Švédsko                                                                                  | Tove Alexanderssonová                                                                    | 1:19:10                                                                                  |                                                                                          |
|                                                                                          | Rusko                                                                                    | Leonid Novikov                                                                           | 1:47:15                                                                                  | + 0:01:50                                                                                |                                                                                          | Dánsko                                                                                   | Maja Almová                                                                              | 1:20:42                                                                                  | + 0:01:32                                                                                |
|                                                                                          | Švédsko                                                                                  | William Lind                                                                             | 1:47:38                                                                                  | + 0:02:13                                                                                |                                                                                          | Rusko                                                                                    | Natalija Gemperleová                                                                     | 1:24:46                                                                                  | + 0:05:36                                                                                |
| 4                                                                                        | Norsko                                                                                   | Magne Dæhli                                                                              | 1:48:33                                                                                  | + 0:03:08                                                                                | 4                                                                                        | Norsko                                                                                   | Anne Margrethe Hausken Nordbergová                                                       | 1:27:06                                                                                  | + 0:07:56                                                                                |
| 5                                                                                        | Norsko                                                                                   | Eskil Kinneberg                                                                          | 1:49:58                                                                                  | + 0:04:33                                                                                | 5                                                                                        | Švýcarsko                                                                                | Elena Roosová                                                                            | 1:27:13                                                                                  | + 0:08:03                                                                                |
| 6                                                                                        | Švýcarsko                                                                                | Daniel Hubmann                                                                           | 1:50:24                                                                                  | + 0:04:59                                                                                | 6                                                                                        | Švédsko                                                                                  | Emma Johanssonová                                                                        | 1:27:27                                                                                  | + 0:08:17                                                                                |
| Oficiální výsledky: muži a ženy                                                          |                                                                                          |                                                                                          |                                                                                          |                                                                                          |                                                                                          |                                                                                          |                                                                                          |                                                                                          |                                                                                          |

## Závod na krátké trati (Middle)

### Výsledky závodu na krátké trati (Middle)
| Muži                                                                                          | Muži                                                                                          | Muži                                                                                          | Muži                                                                                          | Muži                                                                                          | Ženy                                                                                          | Ženy                                                                                          | Ženy                                                                                          | Ženy                                                                                          | Ženy                                                                                          |
| --------------------------------------------------------------------------------------------- | --------------------------------------------------------------------------------------------- | --------------------------------------------------------------------------------------------- | --------------------------------------------------------------------------------------------- | --------------------------------------------------------------------------------------------- | --------------------------------------------------------------------------------------------- | --------------------------------------------------------------------------------------------- | --------------------------------------------------------------------------------------------- | --------------------------------------------------------------------------------------------- | --------------------------------------------------------------------------------------------- |
| - Traťové parametry: 6,0 km, 24 kontrol, 225 m převýšení - Mapa: Vitipalu, 1:10 000 E = 2,5 m | - Traťové parametry: 6,0 km, 24 kontrol, 225 m převýšení - Mapa: Vitipalu, 1:10 000 E = 2,5 m | - Traťové parametry: 6,0 km, 24 kontrol, 225 m převýšení - Mapa: Vitipalu, 1:10 000 E = 2,5 m | - Traťové parametry: 6,0 km, 24 kontrol, 225 m převýšení - Mapa: Vitipalu, 1:10 000 E = 2,5 m | - Traťové parametry: 6,0 km, 24 kontrol, 225 m převýšení - Mapa: Vitipalu, 1:10 000 E = 2,5 m | - Traťové parametry: 5,1 km, 21 kontrol, 190 m převýšení - Mapa: Vitipalu, 1:10 000 E = 2,5 m | - Traťové parametry: 5,1 km, 21 kontrol, 190 m převýšení - Mapa: Vitipalu, 1:10 000 E = 2,5 m | - Traťové parametry: 5,1 km, 21 kontrol, 190 m převýšení - Mapa: Vitipalu, 1:10 000 E = 2,5 m | - Traťové parametry: 5,1 km, 21 kontrol, 190 m převýšení - Mapa: Vitipalu, 1:10 000 E = 2,5 m | - Traťové parametry: 5,1 km, 21 kontrol, 190 m převýšení - Mapa: Vitipalu, 1:10 000 E = 2,5 m |
| Umístění                                                                                      | Země                                                                                          | Jméno                                                                                         | Čas                                                                                           | Ztráta                                                                                        | Umístění                                                                                      | Země                                                                                          | Jméno                                                                                         | Čas                                                                                           | Ztráta                                                                                        |
|                                                                                               | Francie                                                                                       | Thierry Gueorgiou                                                                             | 0:33:12                                                                                       |                                                                                               |                                                                                               | Švédsko                                                                                       | Tove Alexanderssonová                                                                         | 0:32:34                                                                                       |                                                                                               |
|                                                                                               | Švýcarsko                                                                                     | Fabian Hertner                                                                                | 0:33:37                                                                                       | + 0:00:25                                                                                     |                                                                                               | Norsko                                                                                        | Marianne Andersenová                                                                          | 0:34:44                                                                                       | + 0:02:10                                                                                     |
|                                                                                               | Ukrajina                                                                                      | Oleksandr Kratov                                                                              | 0:33:42                                                                                       | + 0:00:30                                                                                     |                                                                                               | Finsko                                                                                        | Venla Harjuová                                                                                | 0:36:44                                                                                       | + 0:04:10                                                                                     |
| 4                                                                                             | Švédsko                                                                                       | Johan Runesson                                                                                | 0:33:58                                                                                       | + 0:00:46                                                                                     | 4                                                                                             | Rusko                                                                                         | Světlana Mironovová                                                                           | 0:36:57                                                                                       | + 0:04:23                                                                                     |
| 5                                                                                             | Švýcarsko                                                                                     | Daniel Hubmann                                                                                | 0:33:59                                                                                       | + 0:00:47                                                                                     | 5                                                                                             | Kanada                                                                                        | Emily Kempová                                                                                 | 0:37:32                                                                                       | + 0:04:58                                                                                     |
| 6                                                                                             | Švédsko                                                                                       | Gustav Bergman                                                                                | 0:34:00                                                                                       | + 0:00:48                                                                                     | 6                                                                                             | Švédsko                                                                                       | Helena Janssonová                                                                             | 0:37:34                                                                                       | + 0:05:00                                                                                     |
| Oficiální výsledky: muži a ženy                                                               |                                                                                               |                                                                                               |                                                                                               |                                                                                               |                                                                                               |                                                                                               |                                                                                               |                                                                                               |                                                                                               |

## Štafetový závod

### Výsledky štafetového závodu
| Muži                                                                                         | Muži                                                                                         | Muži                                                                                         | Muži                                                                                         | Muži                                                                                         | Ženy                                                                                 | Ženy                                                                                 | Ženy                                                                                 | Ženy                                                                                 | Ženy                                                                                 |
| -------------------------------------------------------------------------------------------- | -------------------------------------------------------------------------------------------- | -------------------------------------------------------------------------------------------- | -------------------------------------------------------------------------------------------- | -------------------------------------------------------------------------------------------- | ------------------------------------------------------------------------------------ | ------------------------------------------------------------------------------------ | ------------------------------------------------------------------------------------ | ------------------------------------------------------------------------------------ | ------------------------------------------------------------------------------------ |
| - Traťové parametry: 5,7 km, 20 kontrol, 210 m převýšení - Mapa: Vitipalu 1:10 000 E = 2,5 m | - Traťové parametry: 5,7 km, 20 kontrol, 210 m převýšení - Mapa: Vitipalu 1:10 000 E = 2,5 m | - Traťové parametry: 5,7 km, 20 kontrol, 210 m převýšení - Mapa: Vitipalu 1:10 000 E = 2,5 m | - Traťové parametry: 5,7 km, 20 kontrol, 210 m převýšení - Mapa: Vitipalu 1:10 000 E = 2,5 m | - Traťové parametry: 5,7 km, 20 kontrol, 210 m převýšení - Mapa: Vitipalu 1:10 000 E = 2,5 m | - Parametry: 4,8 km, 18 kontrol, 175 m převýšení - Mapa: Vitipalu 1:10 000 E = 2,5 m | - Parametry: 4,8 km, 18 kontrol, 175 m převýšení - Mapa: Vitipalu 1:10 000 E = 2,5 m | - Parametry: 4,8 km, 18 kontrol, 175 m převýšení - Mapa: Vitipalu 1:10 000 E = 2,5 m | - Parametry: 4,8 km, 18 kontrol, 175 m převýšení - Mapa: Vitipalu 1:10 000 E = 2,5 m | - Parametry: 4,8 km, 18 kontrol, 175 m převýšení - Mapa: Vitipalu 1:10 000 E = 2,5 m |
| Umístění                                                                                     | Země                                                                                         | Jméno                                                                                        | Čas                                                                                          | Ztráta                                                                                       | Umístění                                                                             | Země                                                                                 | Jméno                                                                                | Čas                                                                                  | Ztráta                                                                               |
|                                                                                              | Norsko                                                                                       | Eskil Kinneberg Olav Lundanes Magne Daehli                                                   | 1:34:50                                                                                      |                                                                                              |                                                                                      | Švédsko                                                                              | Emma Johanssonová Helena Janssonová Tove Alexanderssonová                            | 1:41:12                                                                              |                                                                                      |
|                                                                                              | Francie                                                                                      | Frédéric Tranchand Lucas Basset Thierry Gueorgiou                                            | 1:36:06                                                                                      | + 0:01:16                                                                                    |                                                                                      | Rusko                                                                                | Anastasija Rudná Světlana Mironovová Natalija Gemperleová                            | 1:43:53                                                                              | + 0:02:41                                                                            |
|                                                                                              | Švédsko                                                                                      | Johan Runesson William Lind Gustav Bergman                                                   | 1:36:53                                                                                      | + 0:02:03                                                                                    |                                                                                      | Finsko                                                                               | Venla Harjuová Marika Teiniová Merja Rantanenová                                     | 1:45:35                                                                              | + 0:04:23                                                                            |
| 4                                                                                            | Estonsko                                                                                     | Kenny Kivikas Timo Sild Lauri Sild                                                           | 1:38:47                                                                                      | + 0:03:57                                                                                    | 4                                                                                    | Švýcarsko                                                                            | Elena Roosová Julia Grossová Sabine Hauswirthová                                     | 1:48:41                                                                              | + 0:07:29                                                                            |
| 5                                                                                            | Švýcarsko                                                                                    | Fabian Hertner Daniel Hubmann Matthias Kyburz                                                | 1:41:11                                                                                      | + 0:06:21                                                                                    | 5                                                                                    | Lotyšsko                                                                             | Inga Dambeová Laura Vikeová Sandra Grosbergaová                                      | 1:48:45                                                                              | + 0:07:33                                                                            |
| 6                                                                                            | Rusko                                                                                        | Dmitrij Cvetkov Valentin Novikov Leonid Novikov                                              | 1:41:20                                                                                      | + 0:06:30                                                                                    | 6                                                                                    | Norsko                                                                               | Ingjerd Myhreová Marianne Andersenová Anne Margrethe Hausken Nordbergová             | 1:52:21                                                                              | + 0:11:09                                                                            |
| Oficiální výsledky: muži a ženy                                                              |                                                                                              |                                                                                              |                                                                                              |                                                                                              |                                                                                      |                                                                                      |                                                                                      |                                                                                      |                                                                                      |

## Medailová klasifikace podle zemí
Úplná medailová tabulka:
| Medailová klasifikace podle zemí | Medailová klasifikace podle zemí | Medailová klasifikace podle zemí | Medailová klasifikace podle zemí | Medailová klasifikace podle zemí | Medailová klasifikace podle zemí |
| Umístění                         | Země                             | Zlato                            | Stříbro                          | Bronz                            | Součet                           |
| -------------------------------- | -------------------------------- | -------------------------------- | -------------------------------- | -------------------------------- | -------------------------------- |
|                                  | Švédsko                          | 4                                | –                                | 3                                | 7                                |
|                                  | Norsko                           | 2                                | 1                                | –                                | 3                                |
|                                  | Dánsko                           | 1                                | 2                                | –                                | 3                                |
| 4.                               | Švýcarsko                        | 1                                | 1                                | 1                                | 3                                |
| 5.                               | Francie                          | 1                                | 2                                | –                                | 3                                |
| 6.                               | Rusko                            | –                                | 3                                | 2                                | 5                                |
| 7.                               | Finsko                           | –                                | –                                | 2                                | 2                                |
| 8.                               | Ukrajina                         | –                                | –                                | 1                                | 1                                |

## Česká reprezentace na MS
Česko reprezentovalo 5 mužů a 5 žen pod vedením šéftrenéra Radka Novotného.
| Přehled umístění českých reprezentantů | Přehled umístění českých reprezentantů | Přehled umístění českých reprezentantů | Přehled umístění českých reprezentantů | Přehled umístění českých reprezentantů | Přehled umístění českých reprezentantů | Přehled umístění českých reprezentantů |
| Kategorie                              | Jméno                                  | Klasika                                | Krátká                                 | Sprint                                 | Štafety                                | Mix štafety                            |
| -------------------------------------- | -------------------------------------- | -------------------------------------- | -------------------------------------- | -------------------------------------- | -------------------------------------- | -------------------------------------- |
| Ženy                                   | Vendula Horčičková                     | 24. místo                              | 8. místo                               | X                                      | 8. místo                               | X                                      |
| Ženy                                   | Adéla Indráková                        | 18. místo                              | X                                      | 22. místo                              | 8. místo                               | X                                      |
| Ženy                                   | Tereza Janošíková                      | X                                      | X                                      | 24. místo                              | X                                      | X                                      |
| Ženy                                   | Jana Knapová                           | X                                      | X                                      | 17. místo                              | 8. místo                               | 4. místo                               |
| Ženy                                   | Denisa Kosová                          | X                                      | 49. místo                              | X                                      | X                                      | 4. místo                               |
| Muži                                   | Vojtěch Král                           | X                                      | 12. místo                              | 6. místo                               | 11. místo                              | 4. místo                               |
| Muži                                   | Marek Minář                            | 34. místo                              | X                                      | X                                      | X                                      | X                                      |
| Muži                                   | Miloš Nykodým                          | 22. místo                              | X                                      | 22. místo                              | X                                      | 4. místo                               |
| Muži                                   | Jan Petržela                           | X                                      | 22. místo                              | 25. místo                              | 11. místo                              | X                                      |
| Muži                                   | Jan Šedivý                             | 12. místo                              | 15. místo                              | X                                      | 11. místo                              | X                                      |